# Cryptothripa
Cryptothripa är ett släkte av fjärilar. Cryptothripa ingår i familjen trågspinnare.
Kladogram enligt Catalogue of Life:
| Cryptothripa | \| \| Cryptothripa occulta \| \| \| \| \| \| Cryptothripa polyhymnia \| \| \| \| \| \| Cryptothripa polyhymniana \| \| \| \| \| \| Cryptothripa polyhymniodes \| \| \| \| |
|              | \| \| Cryptothripa occulta \| \| \| \| \| \| Cryptothripa polyhymnia \| \| \| \| \| \| Cryptothripa polyhymniana \| \| \| \| \| \| Cryptothripa polyhymniodes \| \| \| \| |
|              | Cryptothripa occulta |
|              | |
|              | Cryptothripa polyhymnia |
|              | |
|              | Cryptothripa polyhymniana |
|              | |
|              | Cryptothripa polyhymniodes |
|              | |